# 大田祐樹
大田 祐樹（おおた ゆうき、1971年6月17日 - ）は、山陰放送のアナウンサー。

## 来歴
鳥取県境港市出身。鳥取県立米子東高等学校、明治大学経営学部卒業。
大学を卒業後、1998年に山陰放送に入社。同期に元同局アナウンサーの田中亜矢がいる。
入社後には、主にBSSラジオのパーソナリティとして活動。また、担当番組の脚本書きや演出などの制作業務にも携わっている。

## 担当番組

### テレビ番組
- 土曜日の生たまご（2000年 - 2001年）
- みっけ！さんいんSDGs（2022年 - ）
- JOY!+（2024年 - ）

### ラジオ番組
- ご近所わいど 今日もハレルヤ!（2002年・2003年・2015年・2016年）
- サンセットロード - 不定期出演（2002年[10] - 2022年[11]）
- スクランブル・サンデー（2003年 - 2006年）
- スマイル金曜日（2006年 - 2016年）
- 中四国ライブネット - 不定期出演
- 音楽の風車 - 不定期出演
- Mポイント - 不定期出演
- サタナビ! - 不定期出演
- ニチナビ! - 不定期出演
- あさスタ♪（2016年 - 2021年）
- 午後はドキドキ! - 水曜担当（2016年4月 - 2020年3月）、木曜担当（2020年4月 - 2024年3月）
- 演歌で宴会！（2018年 - ）
- ビタミン! Saturday（2021年 - 2024年3月[12]）
- おちらと金曜日!（2024年4月[13] - ）